# 安田景元
安田景元，生卒年不詳，是日本戰國時代的武將。越後國戰國大名上杉謙信的家臣，並為安田氏的領主和安田城城主。官位至越中守。安田廣春之子（養子）。安田顯元、安田能元之父。
在1507年時、越後守護代長尾為景率兵討伐守護上杉房能，景元的父親廣春即隨著長尾為景轉戰各地。
景元乃廣春的養子、詳細的出身來歷不明。1530年左右他繼承了廣春統領安田氏，並加入了長尾為景討伐上條定憲的上條之戰等戰役。
之後景元仕奉長尾晴景和後來的景虎（上杉謙信）。1555年時同屬大江系毛利一族分系的北條高廣意圖謀反時，他事先將情報告知謙信的重臣直江實綱而受到謙信的讚賞。之後的事蹟無法詳考、約於永祿年間逝世，並將安田城主傳位給兒子安田顯元。